# Skaraborg

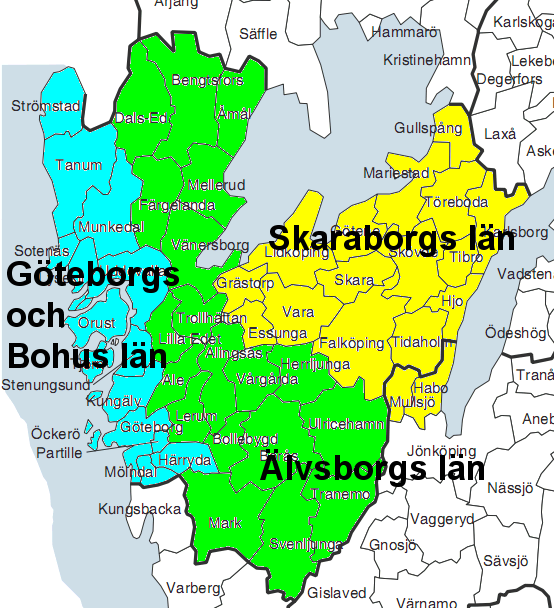
L'antic comtat de Skaraborg en groc en la Västra Götaland

Skaraborg (en suec “castell de Skara”) va ser un comtat al comtat de Västergötland entre els anys 1634 i 1997. El sentiment d'un vincle d'identitat regional és encara força fort a la regió. L'antic comtat o regió, a les esplanades fèrtils entre els dos grans llacs Vänern i Vättern. El paisatge es caracteritza per llargues i extenses terres de cultiu i intensos boscos al nord i sud-est.
Els camps destaquen per sobre els boscos que en general dominen a Suècia. A causa d'això la proporció d'agricultors en aquesta regió és força més alt que a la resta de Suècia. Skaraborg va ser una de les primeres regions sueques a convertir-se al cristianisme. En aquesta regió es poden trobar algunes de les esglésies més antigues de Suècia, i de fet la densitat d'esglésies és força més alta que a la resta de Suècia.
Skara era originalment la capital de Skaraborg però per les guerres amb Dinamarca durant els segles xvi i xvii, tant l'administració com la diòcesi es van allunyar de l'enemic a Mariestad. A la fi de la guerra quan l'imperi suec va guanyar possessions i va expandir el seu territori, la diòcesi es va tornar a traslladar a Skara un altre cop. Però l'administració romangué a Mariestad. Des d'aleshores la capital oficial de Skaraborg és Mariestad malgrat que Skara és el centre històric de la regió de Skaraborg.
La ciutat més gran de Skaraborg era Lidköping fins al voltant dels anys 1920, quan la població de Skövde va superar a la de Lidköping. El fet decisiu que va fer revessar la població de Skövde per sobre de Lidköping, va ser la decisió de l'Estat suec de construir el ferrocarril entre Göteborg i Estocolm entre pobles i viles petites sense cap mena de mitjà de transport significant per estimular el creixement d'aquestes àrees. Per això ciutats com Skara, Lidköping i Mariestad, que totes gaudien de vies de transport fructíferes, van ésser desafavorides per aquesta decisió en detriment de viles com Skövde i Falköping que van guanyar en prosperitat a mesura que el ferrocarril guanyava importància. El comtat de Skaraborg va ser dissolta el 1997 quan el comtat de Västra Götaland va ser establerta.